# Ron Boone
Ronald Bruce « Ron » Boone, né le 6 septembre 1946 à Oklahoma City, dans l'Oklahoma, est un ancien joueur américain de basket-ball. Il évolue aux postes de meneur et d'arrière. Il a été durant quinze ans commentateur des matchs du Jazz de l'Utah.

## Palmarès
- Champion ABA 1971
- 4 fois All-Star ABA (1971, 1974, 1975, 1976)
- 3e meilleur marqueur, avec 12 153 points[1] et 6e meilleur passeur, 2 569[2] de l'histoire de l'ABA.